# ダン・ウィズ・ミラーズ
『ダン・ウィズ・ミラーズ』（Done with Mirrors）は、エアロスミスが1985年に発表したアルバム。

## 解説
1984年、ジョー・ペリーとブラッド・ウィットフォードはエアロスミスに復帰し、同年5月にはオリジナル・ラインナップによるツアーを開始した。そして、1985年にはゲフィン・レコードとの契約を得て、本作を制作・発表した。LPでは8曲入りだったが、CDは「ダークネス」を追加した9曲入りとなっている。
セールス的には大成功とならなかったが、音楽評論家のStephen Thomas Erlewineは、allmusic.comにおいて「『ロックス』以来の傑作」「後のアルバムと違い、エアロスミスの名曲の核を作りだしていた要素が作品にパワーを与えている」と評している。ただし、ジョーやジョーイなどのメンバーからの当アルバムに対する自己評価はあまり高くない。ブラッドによると、レコーディングでは、しばしばプロデューサーのテッド・テンプルマンとは上手く噛み合わなかったらしい。
本作からの第1弾シングル「熱く語れ」は、ジョー・ペリー・プロジェクトのアルバム『熱く語れ!』（1980年）収録曲を改作したもので、『ビルボード』誌のメインストリーム・ロック・チャートで18位に達した。

## 収録曲
クレジット上は全曲ともエアロスミス作。
1. 熱く語れ - Let the Music Do the Talking - 3:46
2. マイ・フィスト、ユア・フェイス - My Fist Your Face - 4:21
3. シェイム・オン・ユー - Shame on You - 3:20
4. リーズン・ア・ドッグ - The Reason a Dog - 4:12
5. シーラ - Shela - 4:24
6. ジプシー・ブーツ - Gypsy Boots - 4:15
7. シーズ・オン・ファイア - She's on Fire - 3:45
8. ザ・ホップ - The Hop - 3:41
9. ダークネス - Darkness - 3:45

## 参加ミュージシャン
- スティーヴン・タイラー - ボーカル、ピアノ、ハーモニカ
- ジョー・ペリー - ギター、バッキング・ボーカル
- ブラッド・ウィットフォード - ギター
- トム・ハミルトン - ベース
- ジョーイ・クレイマー - ドラムス